# Rock Police
„Rock Police“ je promo singl finske hard rok grupe Lordi sa albuma Babez For Breakfast i ovo je drugi singl sa tog albuma. Objavljen je krajem 2010. godine.

## Spisak pesama
1. „“ - 3:58

## Članovi benda
- Mr. Lordi - Vokal
- Amen - Gitara, Prateći vokal
- OX - Bas gitara, Prateći vokal
- Awa - Klavijature, Prateći vokal
- Kita - Bubnjevi, Prateći vokal